# Evžen Zámečník
Evžen Zámečník (5. února 1939 Frýdek-Místek[ujasnit] – 19. února 2018) byl český houslista, hudební pedagog, dirigent a hudební skladatel, zakladatel a umělecký vedoucí hudebního souboru Brno Brass Band.

## Život
Po maturitě studoval v letech 1956–1961 hru na housle a skladbu na brněnské konzervatoři. Po vojenské službě v Armádním uměleckém souboru Víta Nejedlého působil jakožto houslista v orchestru Státního divadla v Brně, odkud přešel do operního orchestru téhož divadla. V roce 1968 vystudoval kompozici na Janáčkově akademii múzických umění v Brně. Od roku 1971 byl členem Státní filharmonie Brno. Komponování dále studoval na Vysoké hudební škole v Mnichově a posléze obhajoval i externí aspiranturu na pražské AMU.
V letech 1994–2002 působil ve funkci ředitele brněnské konzervatoře.

## Dílo, výběr
Jeho kompoziční styl se často vyznačuje velkou hravostí, radostí ze života, originalitou hudebního výrazu, leckdy s velkou dávkou humoru, nadhledu a recese. Jedná se o velmi pracovitého a plodného autora, jehož dílo zahrnuje jak skladby orchestrální, tak hudbu vokální, komorní, mnoho jeho skladeb je určeno pro symfonické dechové a žesťové orchestry. Mezi významná díla patří také jeho dětské opery.

### Pedagogické
- 12 etud pro sólové housle

### Hudebně dramatická
- Fraška o kádi - jednoaktová opera (studentská práce)
- Ferda Mravenec - dětská opera
- Brouk Pytlík - dětská opera
- Rychlé šípy - muzikál

### Pro dechové orchestry
- Překonej sám sebe - kvapík
- U Harabiša
- Moravská rapsodie - rapsodie
- Lašské slunce - hudební obraz
- Rondo ben ritmico
- Kerkrade Panorama
- Foglariana
- Ivančena - hudební obraz
- Junácká suita
- Ozvěny tance
- Bitva u Slavkova